# Filiz Kerestecioğlu
Filiz Kerestecioğlu Demir (Gölcük, 31 gennaio 1961) è una politica e avvocata turca, dal 2015 deputata all'Assemblea nazionale turca per l'HDP, il partito filocurdo.

## Biografia
Nata nel 1961 a Gölcük, Filiz Kerestecioğlu si laurea alla Facoltà di Giurisprudenza dell'Università di Ankara nel 1984. Nel 1987, inizia a lavorare come avvocato freelance. Tra il 1991 e il 1992 lavora come corrispondente per la rivista Nokta in Svizzera e come insegnante di lingua turca e inglese.
Nel 1995, Kerestecioğlu prende parte alla realizzazione del documentario Kadınlar Vardır (Le donne sono qui) di Hale Sözmen. La pellicola è una panoramica sulla condizione della donna in Turchia, che copre un arco che va dalla fine del XIX secolo fino a metà degli anni Novanta. Kadınlar Vardır è anche il titolo di una canzone di cui l'attivista scrisse parole e testo nel 1987 e che divenne un simbolo del femminismo in Turchia.
È stata membro fondatore del Centro per l'Applicazione dei Diritti delle Donne presso il Foro di Istanbul e ha lavorato come segretaria della Commissione per le relazioni estere dell'Ordine degli Avvocati. Tra il 2004 e il 2012 è stata redattrice per il Contemporary Law Magazine (Güncel Hukuk).

### Attività politica
Candidata per il Partito democratico dei popoli, femminista, Kerestecioğlu è stata eletta deputato per il secondo distretto elettorale di Istanbul alle elezioni generali del giugno 2015. È stata poi rieletta alle elezioni generali anticipate del novembre 2015, nonostante la perdita di voti del partito, e ancora nel giugno 2018. Nell'aprile di quell'anno, a fronte di un appello del presidente Recep Tayyip Erdoğan per andare ad elezioni anticipate, i media turchi parlarono brevemente di una possibile candidatura dell'avvocata a presidente per il HDP. La notizia fu subito smentita.
Kerestecioğlu è stata membro dell'Assemblea parlamentare del Consiglio d'Europa (PACE) dal 2015 al 2018. Nel 2018 ha anche ricoperto la carica di terza vicepresidente della Commissione per l'uguaglianza e la non discriminazione. Durante il suo terzo mandato da parlamentare, ha fatto parte della Commissione pari opportunità della Grande Assemblea Nazionale Turca ed è stata vicepresidente del gruppo parlamentare del Partito Democratico dei Popoli.
Il 17 marzo 2021, il procuratore di Stato per la Corte di cassazione in Turchia, Bekir Şahin, ha chiesto alla Corte Costituzionale un'interdizione per cinque anni dall'attività politica per la Kerestecioğlu e altri 686 politici dell'HDP, il partito filocurdo.  La richiesta è stata intentata congiuntamente con quella di chiusura dell'HDP a causa dei presunti legami organizzativi con il Partito dei Lavoratori del Kurdistan (PKK). Lei ha replicato: "È dal 2015 che criminalizzano l'HDP, hanno destituito i nostri sindaci, messo in galera i nostri leader, ora vogliono dissolvere il partito Ci chiamano terroristi ma noi non ci arrenderemo. Non possono toglierci la speranza".
Dopo la decisione di Erdogan di uscire dalla Convenzione di Istanbul sulle donne, nell'aprile 2021 Filiz Kerestecioğlu ha preparato il ricorso contro quella decisione.